# Timothée Kolodziejczak
Timothée Christian Kolodziejczak (Arras, 1 de outubro de 1991) é um futebolista francês que atua como zagueiro. Atualmente está no Paris FC.

## Carreira
Timothée Kolodziejczak começou a carreira no Lyon.

## Títulos
Sevilha
- Liga Europa: 2014–15, 2015–16